# Liste der Biografien/Jonk
Liste der Biografien |
Portal Biografien |
Personensuche
# |
A |
B |
C |
D |
E |
F |
G |
H |
I |
J |
K |
L |
M |
N |
O |
P |
Q |
R |
S |
T |
U |
V |
W |
X |
Y |
Z |
?
 
Ja |
Jb |
Jd |
Je |
Jh |
Ji |
Jj |
Jl |
Jn |
Jm |
Jo |
Jp |
Jr |
Js |
Jt |
Ju |
Jv |
Jw |
Jy
 
Joa–Jog |
Joh |
Joi–Jom |
Jon |
Joo |
Jop |
Jor |
Jos |
Jot |
Jou |
Jov |
Jow |
Jox |
Joy |
Joz
 
Jona |
Jonc |
Jond |
Jone |
Jong |
Joni |
Jonj |
Jonk |
Jonl |
Jonn |
Jono |
Jonq |
Jons |
Jont |
Jonu |
Jonx |
Jony |
Jonz
Die Liste der Biografien führt alle Personen auf, die in der deutschsprachigen Wikipedia einen Artikel haben. Dieses ist eine Teilliste mit 23 Einträgen von Personen, deren Namen mit den Buchstaben „Jonk“ beginnt.

## Jonk
- Jonk, Wim (* 1966), niederländischer Fußballspieler

### Jonke
- Jonke, Arnold (* 1962), österreichischer Ruderer
- Jonke, Gert (1946–2009), österreichischer Schriftsteller
- Jönke, Till-Joscha (* 1992), deutscher Basketballspieler
- Jonker, Andries (* 1962), niederländischer FußballtrainerAndries Jonker (* 1962)

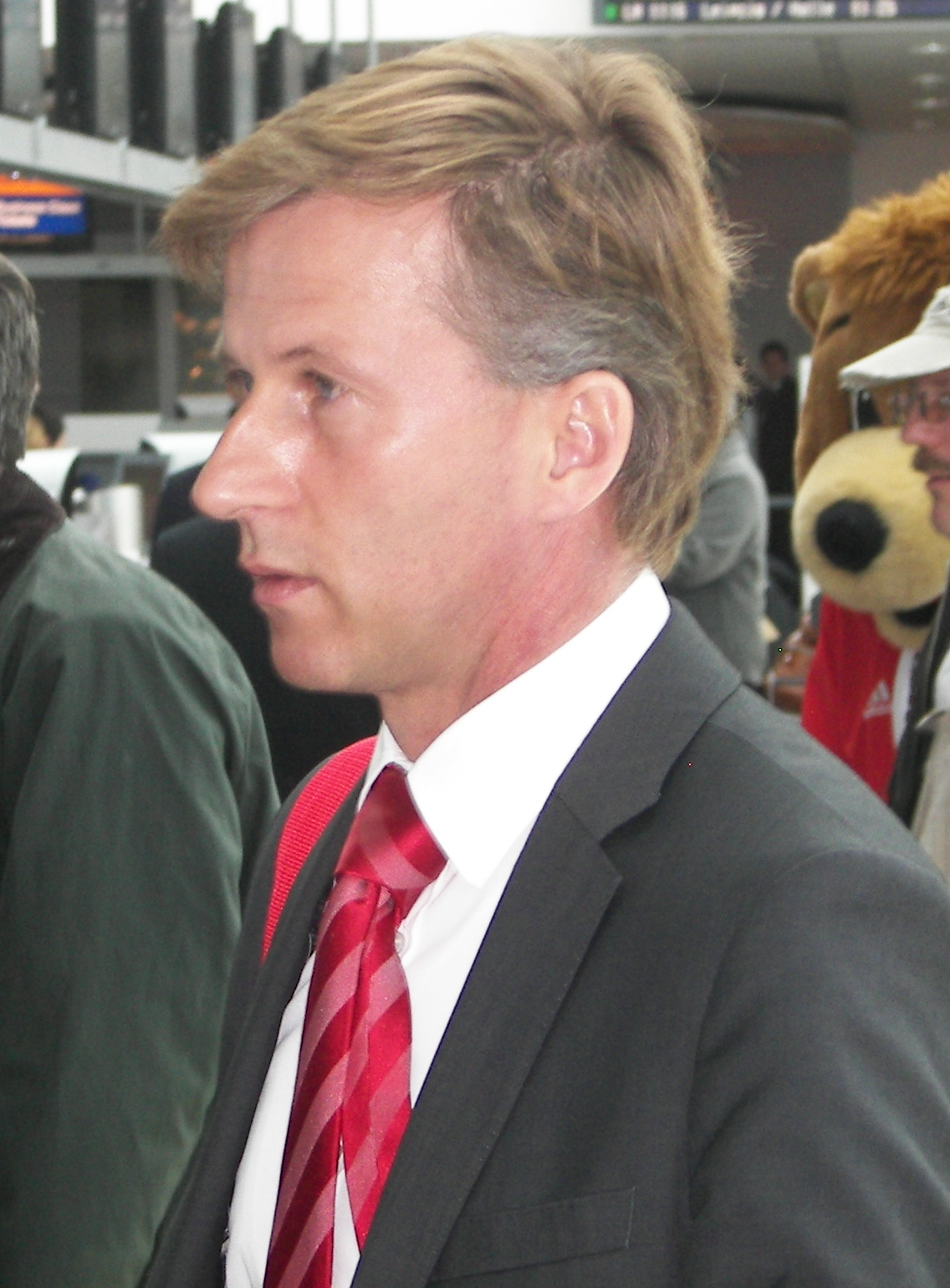
Andries Jonker (* 1962)

- Jonker, Anouk (* 1999), Schweizer Unihockeyspielerin
- Jonker, Charles (1933–1991), südafrikanischer Radrennfahrer
- Jonker, Gerard (1931–2016), niederländischer Fußballschiedsrichter
- Jonker, Ingrid (1933–1965), südafrikanische Dichterin
- Jonker, Jos (* 1951), niederländischer Fußballspieler
- Jonker, Kelly (* 1990), niederländische Hockeyspielerin
- Jonker, Patrick (* 1969), australisch-niederländischer Radrennfahrer
- Jonker, Ronald (* 1944), australischer Radrennfahrer
- Jonker, Roos (* 1980), niederländische Jazzsängerin
- Jonkers, Jan Engbertus (1890–1971), niederländischer Strafrechtler

### Jonkh
- Jonkhans, Ron (* 1960), kanadischer Eishockeyspieler

### Jonki
- Jonkisz, Kazimierz (* 1948), polnischer Jazzmusiker (Schlagzeug)

### Jonkm
- Jonkman, Bartel J. (1884–1955), US-amerikanischer Politiker
- Jonkman, Geert-Jan (* 1984), niederländischer Straßenradrennfahrer
- Jonkman, Harmen (* 1975), niederländischer Schachmeister
- Jonkman, Jan Anne (1891–1976), niederländischer Politiker und Kolonialbeamter
- Jonkman, Silke (* 1997), niederländische Langstreckenläuferin
- Jonkmann, Kathrin (* 1980), deutsche Psychologin